# Welcome to our Madness
Welcome to our Madness är ett musikalbum med Visual kei-bandet Seremedy från 2012 utgivet på Ninetone Records. På albumets omslag utskrivs titeln: Welcome to our MADNESS. Det utgavs den 25 juli i Japan och den 8 augusti  i Sverige. Albumet är producerat av Patrik Frisk och blev bandets enda fullängdare innan dom splittrades 2013.

## Låtlista
1. "Welcome to our MADNESS -Intro-" - 0:58
2. "NO ESCAPE" - 3:48
3. "Déjà Vu" - 2:58
4. "SIREN (Falling Down)" - 3:03
5. "WORLD DOMINATION" - 3:07
6. "Always By Your Side" - 3:01
7. "RICOCHET" - 3:21
8. "Torygan" - 4:17
9. "SHIVERING" - 3:56
10. "Yellow flash, dancing light" - 3:11
11. "Bulletproof Roulette" - 3:35
12. "closure" - 5:14
13. "NO ESCAPE (Japanese Version)" (Bonus) - 3:49
14. "Déjà Vu (japanese version)" (Bonus) - 2:59